# 佃十成
佃 十成（つくだ かずなり）は、戦国時代から江戸時代前期にかけての武将。加藤嘉明の家臣。伊予松山藩家老。

## 生涯
天文22年（1553年）、三河国加茂郡猿投にて誕生。父の直成は初め岩松氏を称したが、天文の頃に上野国新田郡岩松から摂津国西成郡佃に移住して佃姓を名乗り、後に三河国に移ったという。
十成は初め織田信長に従い、後に徳川家康に仕えたが、天正13年（1585年）、同輩と諍いを起こしたため致仕して佃に蟄居した。翌天正14年（1586年）、加藤嘉明に招かれてその家臣となり、九州平定、小田原征伐、文禄・慶長の役に従軍して功を立てた。
慶長5年（1600年）の関ヶ原の戦いでは留守居として嘉明の弟の忠明とともに松前城を守備、三津浜に上陸した宍戸景好ら毛利勢2万5千人を夜襲によって撃退し、これに呼応した一揆勢を掃討した（三津浜夜襲）。戦後、嘉明にその功を賞されて伊予浮穴郡久万山に6千石の所領を与えられた。
慶長8年（1603年）、嘉明が松山城に移った際には最要害である北郭（佃郭）を本邸として与えられた。しかし十成は本邸以外にも中屋敷や下屋敷を所有するなど豪奢な暮らしを送り、知行所である久万山に対して年貢や課役を厳しくしたため庄屋たちが嘉明に直訴し、寛永3年（1626年）に隠居させられた。
翌寛永4年（1627年）、嘉明が陸奥会津藩に転封となると十成も家族とともに会津に移住した。
寛永11年（1634年）3月2日、死去。

## 人物・逸話
- 『松山叢談』によると、十成は朝鮮の役で敵方の城を落とした際に城将の子女（高氏）を捕らえ、後に嘉明の命令で高氏を妻に迎えた。十成は高氏を非常に愛したといい、高氏は寛永10年（1670年）、91歳の長寿をもって死去した。また、高氏に伴われた老女と小犬も十成の家で家族同然に暮らしたという[1]。